# Leonardo Abálsamo
Leonardo Abálsamo (* 18. Juni 1980 in Buenos Aires) ist ein ehemaliger argentinischer Fußballspieler. Der Stürmer spielte in seinem Heimatland Argentinien sowie in Chile, Honduras, Mexiko und Hongkong.

## Karriere
Leonardo Abálsamo begann seine Karriere 2001 in seiner Heimat bei Almagro. In seinem weiteren Karriereverlauf bis 2014 spielte er für 15 verschiedene Vereine und blieb nicht länger als zwei Jahre bei einem Klub. Unter seinen Stationen befanden sich neben argentinischen Klubs auch Santiago Morning und Deportes La Serena aus Chile, Universidad aus Honduras, UAT Correcaminos aus Mexiko sowie Happy Valley aus Hongkong.